# اسپری-سن، کبک
اسپری-سن (به فرانسوی: Esprit-Saint) شهری در منطقه شهری ریموسکی-نژت ناحیه با-سن-لوران در استان کبک کانادا است. در سرشماری سال ۲۰۱۱ این شهر ۴۱۳ نفر جمعیت داشته و مساحت آن ۱۶۹٫۲۸ کیلومتر مربع است.